# La Graverie
La Graverie (Ausspracheⓘ) ist eine ehemalige französische Gemeinde mit 1.179 Einwohnern (Stand 1. Januar 2022), den Graverois, im Département Calvados in der Region Normandie.
Am 1. Januar 2016 wurde La Graverie im Zuge einer Gebietsreform zusammen mit 19 benachbarten Gemeinden, die wie La Graverie alle dem aufgelösten Gemeindeverband Bény-Bocage angehörten, als Ortsteil in die neue Gemeinde Souleuvre en Bocage eingegliedert.

## Geografie
La Graverie liegt rund 6,5 Kilometer nördlich von Vire-Normandie.

## Bevölkerungsentwicklung
| Jahr                             | 1793 | 1836 | 1876 | 1926 | 1946 | 1968 | 1990  | 2013  |
| Einwohner                        | 883  | 988  | 776  | 644  | 583  | 626  | 1.038 | 1.162 |
| Quelle: Cassini, EHESS und INSEE |      |      |      |      |      |      |       |       |

## Sehenswürdigkeiten
- Kirche Notre-Dame aus dem 13. Jahrhundert; eine Skulptur Johannes’ des Täufers im Inneren ist seit 1911 als Monument historique klassifiziert[3]